# Ильин, Павел Владимирович
Па́вел Влади́мирович Ильи́н (род. 16 августа 1970; Ленинград, СССР) — российский историк, кандидат исторических наук. Старший научный сотрудник Отдела новой истории России Санкт-Петербургского института истории РАН.
Специалист в области исследований декабристского движения и политической истории России XIX века. Также в круг научных интересов входят история общественно-политической мысли, биографика, историография, источниковедение и археография. Автор более 200 научных статей и публикаций. Один из авторов «Большой российской энциклопедии».

## Биография
В 1987 году поступил на исторический факультет Ленинградского государственного университета (с 1991 — исторический факультет СПбГУ, в 2014 преобразован в институт в составе того же университета), который окончил с отличием в 1992 году. С того же года по 1996 обучался в аспирантуре кафедры истории Санкт-Петербургского аграрного университета. В 1996 году защитил диссертацию на соискание учёной степени кандидата исторических наук по теме «Метод „взаимного обучения“ и русское прогрессивное общество: к проблеме просветительства в идеологии и практике либералов 1815—1825 гг.»
С 1998 по 2000 год являлся старшим научным сотрудником Государственного музея-заповедника «Петергоф». В 2000—2003 годах обучался в докторантуре СПбГУ. В 2003—2004 годах — редактор издательства «Дмитрий Буланин». В 2004—2011 — редактор, а затем главный редактор издательства «Нестор-История». С 2005 года — член редколлегии, а с 2009 — заместитель председателя редколлегии документальной серии «Полярная звезда», в которой публикуется письменное наследие декабристов (сочинения, воспоминания, письма). В 2011—2013 годах — старший научный сотрудник Санкт-Петербургского филиала Института истории естествознания и техники им. С. И. Вавилова РАН.
С января 2013 года — и. о. научного сотрудника, с ноября того же года — научный сотрудник, а с декабря 2018 — старший научный сотрудник Отдела новой истории России СПбИИ РАН. Также с 2013 года является учёным секретарём того же отдела.

## Научная деятельность
Основным научным направлением П. В. Ильина является политическая история России первой половины XIX века. Ряд его трудов посвящён проблемам биографики, историографии, источниковедения и археографии. Занимается исследованием персонального состава тайных обществ декабристов, круга малоизвестных и предполагаемых участников движения, биографическими исследованиями, письменным наследием, памятниками политической мысли, историей следствия и суда над декабристами. Особое внимание обращает на неизученные аспекты истории декабристского движения. Ввёл в историографию ряд имён неизвестных ранее деятелей тайных обществ. Историком было собрано, изучено и введено в научный оборот много новых источников (в том числе неизвестные ранее записки и письма С. П. Трубецкого) и переосмыслены уже известные, что дало повод другим исследователям, по выражению В. А. Шкерина (д. и. н., в.н.с. ИИиА УрО РАН) — «по-новому взглянуть на тему, ещё недавно казавшуюся одной из самых изученных в отечественной исторической науке».
Монография «Новое о декабристах. Прощённые, оправданные и необнаруженные следствием участники тайных обществ и военных выступлений 1825—1826 гг.» (2004) явилась новым и существенным вкладом в изучении первого крупного политического процесса в Российской империи.
Является составителем, научным и ответственным редактором ряда исторических и краеведческих исследований, научных справочных изданий, сборников документов, таких как «14 декабря 1825 года: воспоминания очевидцев» (1999), и сборников статей и материалов, таких как «14 декабря 1825 года: источники, исследования, историография, библиография» (1997—2005; 7 вып.), «Историческая память России и декабристы, 1825—2015» (2019) и др.
Участвовал во многих всероссийских и международных научных конференциях. В 2015 году являлся членом и секретарём оргкомитета международной научной конференции «Историческая память России и декабристы. 1825—2015» и всероссийской научной конференции с международным участием «Александр I: трагедия реформатора. Люди в судьбах реформ, реформы в судьбах людей». В виду накопившегося большого объёма поправок и дополнений к биографическому справочнику о декабристах 1988 года («Декабристы: биографический справочник»), на международной научной конференции «Историческая память России и декабристы. 1825—2015» он обосновал необходимость пересмотра его принципов и структуры. В связи с этим П. В. Ильин, организовав сбор биографической информации, ныне занимается подготовкой нового биобиблиографического словаря декабристов.